# Guy de Rothschild
Guy Édouard Alphonse Paul baron de Rothschild (født 21. maj 1909 i Paris, død 12. juni 2007 sammesteds) var en fransk finansmand fra den kendte Rothschild-familie.

## Forfatterskab
- The Whims of Fortune: The Memoirs of Guy de Rothschild by Guy de Rothschild. Random House (1985) ISBN 0-394-54054-9 / Contre bonne fortune (French) by Guy de Rothschild. Belfond (1983). ISBN 2714415504, ISBN 978-2714415509
- The relationship between business and government in France (Benjamin F. Fairless memorial lectures) by Guy de Rothschild. Carnegie-Mellon University press (1983). ASIN: B0006YDWD2
- Le fantôme de Léa: Roman (French) by Guy de Rothschild. Plon (1998). ISBN 225918863X, ISBN 978-2259188630
- Mon ombre siamoise (French) by Guy de Rothschild. Grasset (1993). ISBN 2246470714, ISBN 978-2246470717